# Václav Fortunát Durych

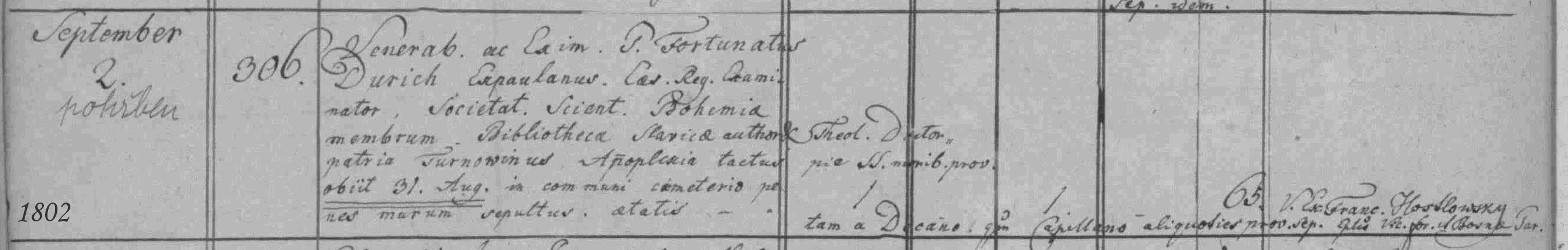
matriční zápis o úmrtí a pohřbu Václava Fortunáta Durycha (matrika Z 1794-1812 Turnov (SOA Zámrsk))

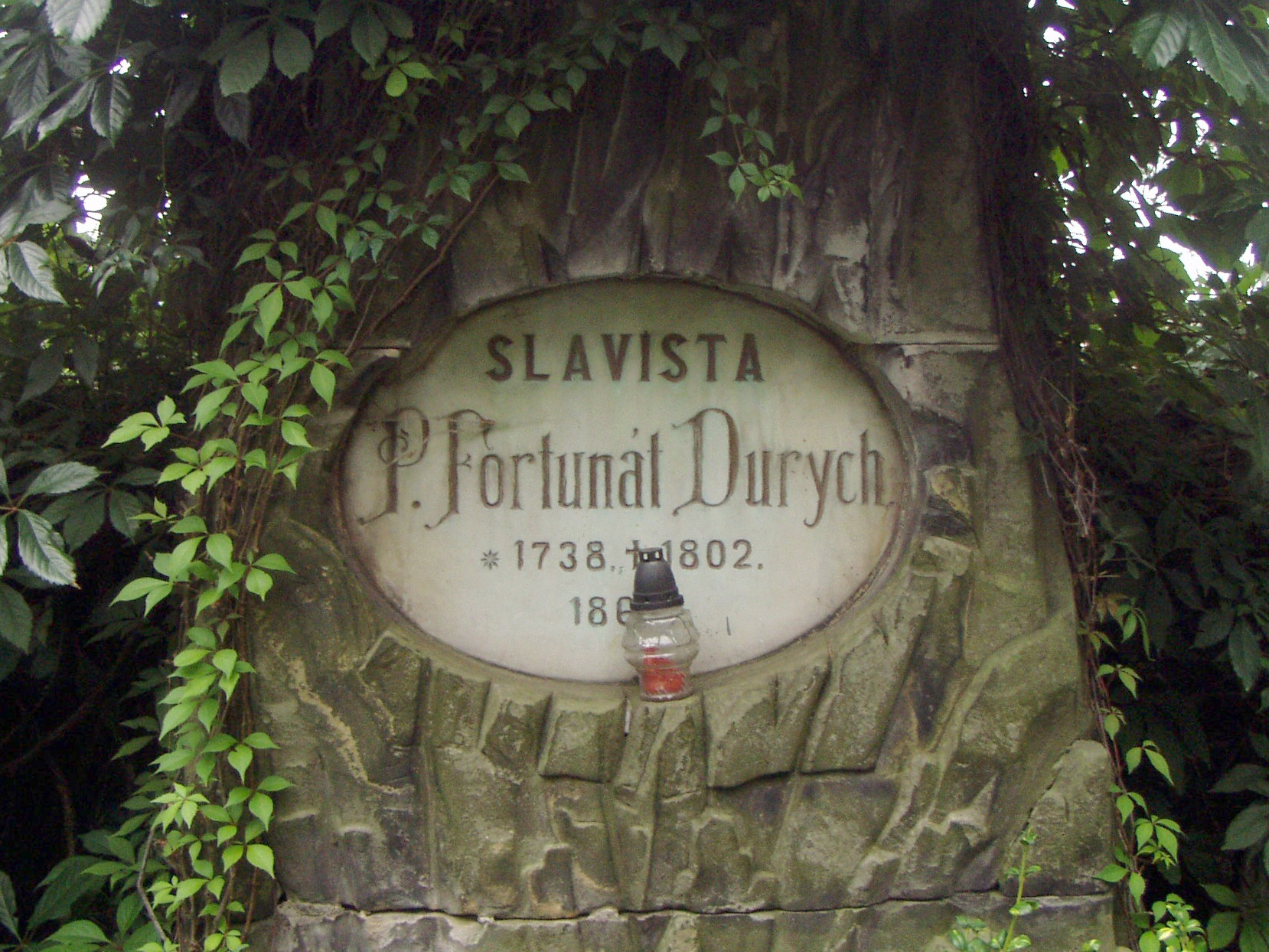
Detail Durychova hrobu v Turnově

Václav Fortunát Durych (28. září 1735 Turnov – 31. srpna 1802 Turnov) byl český katolický kněz, buditel, člen řádu paulánů, latinsky píšící filolog, slavista, orientalista, biblista, překladatel, stoupenec ideje slovanské sounáležitosti, učitel orientálních jazyků, zakladatel a průkopník českého odborného slavistického studia.

## Život
Po středoškolských studiích na piaristických gymnáziích v Kosmonosích a ve Slaném vstoupil do paulánského řádu v Tachově (1751), na kněze byl vysvěcen v roce 1758. Následně působil jako učitel teologie, aramejštiny, hebrejštiny a řečtinyv paulánských klášterních školách (Vídeň, Mnichov), v letech 1767–1784 v pražském konviktu svého řádu, kde byl examinátorem u doktorátů z řečtiny a hebrejštiny, několikrát zastával pozici spolurektora a tři roky funkci provinciálního vikáře. Jako suplující profesor přednášel na pražské univerzitě hebrejštinu.
Již v době svého mnichovského pobytu se vedle orientalistiky začal systematicky věnovat slavistice, v těchto studiích pokračoval i v Praze, kde navázal odborné i přátelské kontakty zejména s obrozenci F. M. Pelclem, M. A. Voigtem, G. Dobnerem a K. R. Ungarem. K jeho žákům, ale zároveň i přátelům a blízkým spolupracovníkům patřili především Josef Dobrovský a František Faustin Procházka, které pro slavistická studia získal.
V roce 1776 byl z podnětu císařovny Marie Terezie spolu s F. F. Procházkou pověřen přípravou nové verze Bible svatováclavské, její revidovaný překlad (nazývaný též Bible císařská) vyšel v letech 1778 (Nový zákon) a 1780 (Starý zákon). Ve své době byla pro svou ryzí češtinu považována za vzor jazykové i pravopisné dokonalosti.
Po zrušení pražského paulánského kláštera (1784) mu byla přiznána malá penze, od července 1785 do roku 1796 žil v řádovém konventu ve Vídni, kde se souhlasem Josefa II. studoval slavika v tamní císařské (dvorní) knihovně a připravoval k vydání své vrcholné životní dílo Bibliotheca slavica (Knihovna slovanská). Z původně ohlášených pěti svazků však vydal v roce 1795 jen první díl (rukopis druhé části díla se po roce 1800 ztratil v tiskárně v Pešti).
Když byl v roce 1796 zrušen i vídeňský paulánský klášter, V. F. Durych se vrátil do rodného Turnova, kde prožil poslední léta svého života poznamenaná soustavně se zhoršujícím zdravotním stavem a vážnými existenčními starostmi.

## Ocenění

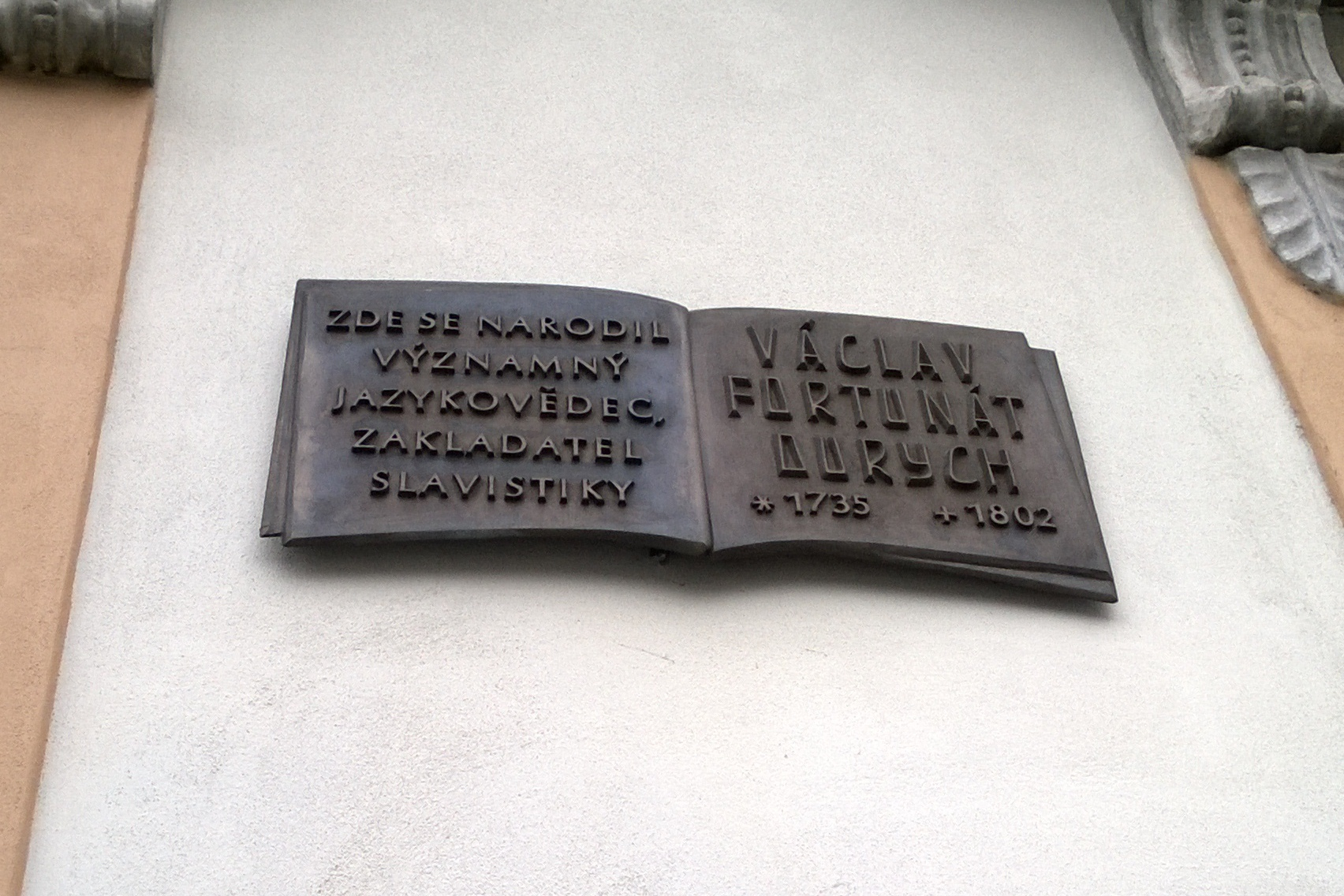
Pamětní deska na místě rodného domu v Turnově

- Čestná zlatá medaile udělená císařem Františkem I. za spis De slavo-bohemica sacri coditis versione dissertatio[9]
- Přespolní člen České společnosti nauk od roku 1786[10]

## Dílo
V centru jeho slavistického bádání byly především církevněslovanský jazyk a literatura, staročeské biblické překlady, etymologie, značnou pozornost věnoval hlaholskému a cyrilskému písmu i otázkám slovanské liturgie.
Je právem považován za prvního českého slavistu,spis De-slavo bohemica… představuje filologický počátek rozvoje vědecké paleoslovenistiky na české půdě, na nějž navázali zejména Josef Dobrovský a Pavel Josef Šafařík, následně pak další generace nejen českých slavistů.
Vedle pojednání o hebrejských hláskách Dissertatio philologica… (1767), historicky zaměřené práce De originibus… (1777) a spolupráce na novém překladu Bible, představuje vrchol jeho vědeckého díla nedokončená Bibliotheca slavica…

Jejím cílem bylo přinést podrobné informace o nejstarších dějinách slovanských národů se zaměřením na význam, jednotnost a starobylost jejich kultury a jazyků. V době svého vídeňského pobytu objevil a popsal rukopisy staročeské literatury (Evangeliář vídeňský, zlomek Legendy o dvanácti apoštolích), v posledních letech života se také zabýval regionálními historickými studiemi o rodném Turnovsku.

### Odborné slavistické práce
- De slavo-bohemica sacri coditis versione dissertatio (Rozprava o slovansko-českém překladu Svatého písma; latinsky, 1777)
- Bibliotheca Slavica antiquissimae dialecti communis et ecclesiasticae universae Slavorum gentis I. (Knihovna slovanská nejstaršího nářečí obecného i církevního celého národa slovanského; latinsky, 1795)[pozn. 2]
- Část vědeckého díla V. F. Durycha je uložena v jeho korespondenci, zvláště s Josefem Dobrovským.[13]

### Ostatní odborné práce
- Dissertatio philologica de vocibus Khartymmim et Belahatchem (Filologická rozprava o slovech Khartymmim a Belahatchem; latinsky, 1767)[pozn. 3]
- De originibus templi Salvatoris et monasterii S. Francisci de Paula Veteris Pragae (O počátcích kostela sv. Salvatora a kláštera paulánského na Starém Městě v Praze; latinsky, 1777)[pozn. 4]

### Překlady
- Nový zákon (Biblí česká, to jest celé Svaté Písmo Starého i Nového Zákona podle starého obecného latinského textu od římsko katolické církve potvrzeného a užívaného přeložené, opět s obzvláštní pilností přehlédnuté, ponapravené a znova vydané, 2; s Františkem Faustinem Procházkou, 1778)
- Starý zákon (Biblí česká…, 1; s Františkem Faustinem Procházkou, 1780)[pozn. 5]